# Isabelle Kaiser
Isabelle Kaiser, née à Beckenried en Suisse le 2 octobre 1866 et morte le 17 février 1925 à Beckenried, était une romancière et poétesse suisse.
Son père, Fernando Kaiser, était journaliste et député au Grand Conseil genevois, sa mère  descendait de Nicolas de Flue. Après avoir vécu à Genève puis à Zoug
, dans sa jeunesse, elle se retira, « éprouvée par des deuils 
successifs et des maladies » d'après Gérard Walch, à Beckenried en 1897 où elle se consacra à l'écriture.
De langue maternelle allemande, elle écrivit d'abord essentiellement en français jusque vers 35 ans, puis surtout en allemand
.
Elle écrivit ainsi de nombreux romans et poèmes dans les deux langues.
L'Académie française lui décerne le prix Juteau-Duvigneaux en 1910 pour son ouvrage Marcienne de Flüe. Journal d'une femme - L'Ascension d'une âme et le prix de Jouy en 1917 pour La Vierge du lac.  